# Lei sobre a Liberdade dos Gentios

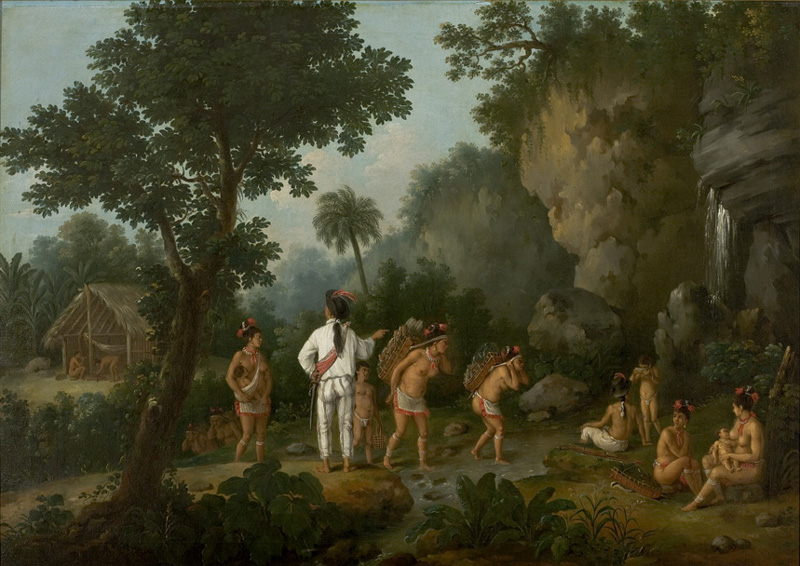
Índios atravessando um riacho (O Caçador de Escravos). Jean-Baptiste Debret (Museu de Arte de São Paulo).

Lei sobre a Liberdade dos Gentios foi promulgada por Sebastião I de Portugal em 20 de março de 1570 e tratava da escravidão indígena no Brasil.
A lei definiu a política portuguesa sobre a escravidão de indígenas na época, declarando todos os indígenas livres, exceto aqueles sujeitos à “Guerra Justa”.

## Acordo
Antônio Salema, governador geral do sul do Brasil e Luís de Brito e Almeida, governador das capitanias do norte, juntamente com o bispo D. Pedro Leitão, o Ouvidor Geral e padres da Companhia de Jesus se reuniram na Bahia em 6 de Janeiro de 1574. Foi estabelecido um acordo que regulamentava a liberdade dos indígenas, estabelecendo como princípios :
- seriam escravizados os indígenas aprisionados em guerra legítima;
- os indígenas maiores de 21 anos, cativos de outros indígenas, poderiam passar para a posse de portugueses, caso desejassem;
- os indígenas aldeados não seriam escravizados, exceto os fugitivos;
- toda captura só poderia ser feita com a autorização dos Governadores ou Capitães;
- os indígenas capturados deveriam dar entrada e ser registrados na alfândega da localidade;
- os colonos só poderiam ter a propriedade sobre um indígena resgatado após o respectivo registro;
- os indígenas apreendidos em guerra ilegal, seriam livres;
- os infratores estavam sujeitos às penas de açoites, multa, e degredo.[4]